# Caius Claudius Glaber
Caius Claudius Glaber était un préteur romain du Ier siècle av. J.-C., connu pour son implication dans la Troisième Guerre servile.

## Histoire
Envoyé par le Sénat pour mater la révolte, il assiégea avec 3 000 hommes les forces de Spartacus au Vésuve, bloquant le seul accès connu à la montagne. Les esclaves étant contenus, Glaber se contenta d’attendre jusqu’à ce que la faim les oblige à se rendre. Les insurgés ne réagirent cependant pas de la façon escomptée par le préteur ; ils fabriquèrent des cordes avec les sarments de vigne qui poussaient sur les flancs du Vésuve et s'en servirent pour descendre les roches abruptes du côté de la montagne opposé aux forces romaines. Ils contournèrent la base du Vésuve, prirent l’armée romaine à revers et vainquirent les hommes de Glaber. Les registres romains ne font aucune autre mention de Glaber à la suite de cette défaite. On ne sait pas s'il a été tué ou a été simplement considéré comme trop obscur pour ne plus être mentionné par les historiens classiques. Le professeur Barry S. Strauss a noté que cette « obscurité » du personnage de Glaber est peut-être le signe du peu d'attention que le Sénat romain avait accordé à Spartacus en 73 av. J.-C.

## Représentation
Le personnage de Glaber est joué en :
- 1960 par John Dall sous le nom de Marcus Publius Glabrus dans le film Spartacus de Stanley Kubrick.
- 2004 par Ben Cross en tant que « Titus Glabrus » dans le téléfilm Spartacus.
- 2010 par Craig Parker dans la série télévisée Spartacus : Le Sang des gladiateurs et la suite Spartacus : Vengeance. Contrairement aux autres versions, Glaber est dépeint comme l'ennemi juré de Spartacus, responsable d'avoir fait de lui un esclave.